# Ногами вперед (фільм, 1930)
«Ногами вперед» (англ. Feet First) — американська кінокомедія режисера Клайда Брукмана 1930 року.

## Сюжет
Гарольд Горн — амбітний продавець взуття з Гонолулу. Одного разу Горн випадково зустрічається з дочкою свого боса, не знаючи хто вона, і видає себе за мільйонера-бізнесмена.
Протягом фільму Гарольд намагається зробити так, щоб його облуда не розкрилася.
Наприкінці стрічки невдачливий продавець виявляється в поштовому багажі на вершині хмарочоса, і тільки дивом залишається живий.

## У ролях
- Гарольд Ллойд — Гарольд Горн
- Барбара Кент — Барбара
- Роберт МакВейд — Джон Квінсі Таннер
- Лілліан Лейтон — місіс Таннер
- Генрі Холл — містер Ендікот
- Ной Янг — Сейлор
- Алек Б. Френсіс — містер Карсон — старожил
- Артур Хаусман — п'яниця
- Віллі Бест — двірник
- Джеймс Фінлейсон — художник

## Цікаві факти
- Сцена, в якій Гарольд висить високо над вулицею, нагадує схожу сцену з фільму «Безпека в останню чергу!» (1923) з головним актором в тій же ролі. Цікаво, що, як заявив в 1962 році сам Ллойд, і там і тут не використовувалися ні спецефекти, ні комбіновані зйомки.
- В 1960-х Гарольд Ллойд вирішив переозвучити свого персонажа. При цьому з невідомих причин ім'я головного героя помінялося з «Гарольд» на «Чарлі».